# 1455
Il 1455 (MCDLV in numeri romani) è un anno  del XV secolo.

## Eventi
- 8 gennaio – Papa Niccolò V pubblica la bolla Romanus Pontifex.
- 23 febbraio – Johannes Gutenberg pubblica a Magonza la Bibbia, il primo libro occidentale stampato con caratteri mobili.
- 8 aprile – Callisto III succede a Niccolò V come 209º papa.
- Primavera – Inizia la guerra delle due rose.
- 22 maggio – Prima battaglia di St Albans: Riccardo Plantageneto, duca di York, sconfigge e cattura Enrico VI d'Inghilterra.
- Le milizie dell'Impero ottomano avanzano nei Balcani occupando Novo Brdo.

## Nati

### Gennaio
- 9 gennaio - Guglielmo di Jülich-Berg, nobile tedesco († 1511)

### Febbraio
- 22 febbraio - Johannes Reuchlin, filosofo, umanista e teologo tedesco († 1522)

### Marzo
- 2 marzo - Filipa Moniz Perestrello, nobile portoghese († 1485)
- 3 marzo - Ascanio Maria Sforza, cardinale italiano († 1505)
- 15 marzo - Pietro Accolti, cardinale e vescovo cattolico italiano († 1532)

### Aprile
- 17 aprile - Andrea Gritti, mercante, militare e politico italiano († 1538)

### Maggio
- 3 maggio - Giovanni II del Portogallo, re († 1495)
- 16 maggio - Wolfgang I di Oettingen, conte († 1522)

### Giugno
- 1º giugno - Anna di Savoia, principessa († 1480)
- 5 giugno - Giovanni di Danimarca, re danese († 1513)
- 16 giugno - Giovanna di Trastámara, principessa spagnola († 1517)

### Agosto
- 2 agosto - Giovanni I di Brandeburgo, principe tedesco († 1499)
- 15 agosto - Giorgio di Baviera, duca († 1503)

### Settembre
- 4 settembre - Henry Stafford, II duca di Buckingham, militare inglese († 1483)

### Dicembre
- 11 dicembre - Barbara Gonzaga, nobile italiana († 1503)

### Senza giorno specificato
- Angelo da Vallombrosa, abate italiano († 1530)
- Diego Guillén de Ávila, religioso, traduttore e scrittore spagnolo († 1510)
- Obadiah di Bertinoro, rabbino italiano († 1516)
- Suvanna Ban Lang, sovrano laotiano († 1485)
- Francesco Alidosi, cardinale e condottiero italiano († 1511)
- Jacobus Barbireau, compositore fiammingo († 1491)
- John Beaufort, marchese di Dorset, nobile inglese († 1471)
- Aelbrecht Bouts, pittore fiammingo († 1549)
- Fabrizio del Carretto,  italiano († 1521)
- Medea Colleoni, nobildonna italiana († 1470)
- Crisostomo Colonna, poeta, umanista e politico italiano († 1539)
- Enrique Egas, architetto spagnolo († 1534)
- Giano Fregoso, doge († 1525)
- Alessandro Geraldini, vescovo cattolico e umanista italiano († 1524)
- Thomas Grey, I marchese di Dorset, cavaliere medievale inglese († 1501)
- Walter Kennedy, poeta scozzese († 1508)
- Marco Probo Mariano, poeta e vescovo cattolico italiano († 1494)
- Lucia Marliani, nobildonna italiana († 1522)
- Pacello da Mercogliano, architetto e presbitero italiano († 1534)
- Maria di Piero de' Medici, nobildonna italiana († 1479)
- Caterina di Navarra, nobile francese († 1494)
- Ludovico Odasio, umanista italiano († 1509)
- Francesco Orsini, condottiero e nobile italiano († 1503)
- Alonso Ortiz, umanista spagnolo († 1507)
- Manuele Paleologo, nobile († 1512)
- Giberto III Pio di Savoia, nobile italiano († 1500)
- Paolo Pompilio, umanista e grammatico italiano († 1491)
- Niccolò Maria Rangoni, condottiero italiano († 1500)
- Ugo Ruggeri, tipografo italiano
- John Spencer, politico e nobile inglese († 1522)
- Margherita Stuart, principessa scozzese
- Konrad Summerhart, teologo tedesco († 1511)
- Alessio Tramello, architetto italiano († 1535)
- Peter Vischer il Vecchio, scultore tedesco († 1529)
- Galeazzo Visconti, conte e militare italiano († 1531)
- Bartolomeo d'Alviano, condottiero e politico italiano († 1515)
- Eloy d'Amerval, scrittore francese († 1508)
- Giovanna d'Aragona, nobile italiana († 1475)

## Morti
- 18 febbraio - Beato Angelico, pittore italiano
- 24 marzo - Papa Niccolò V, papa, vescovo cattolico e cardinale italiano (n. 1397)
- 1º aprile - Zbigniew Oleśnicki, cardinale e vescovo cattolico polacco (n. 1389)
- 6 aprile - Giovanni Benci, politico e banchiere italiano (n. 1390)
- 6 aprile - Giovanni Battista dal Legname, vescovo cattolico italiano
- 22 maggio - Edmund Beaufort, II duca di Somerset, militare inglese (n. 1406)
- 22 maggio - Andrea da Modena, francescano italiano
- 22 maggio - Henry Percy, II conte di Northumberland, conte britannico (n. 1393)
- 30 giugno - Dorino I Gattilusio, nobile
- 30 luglio - Paolo della Pergola, filosofo, matematico e logico italiano
- 6 settembre - Giberto VI da Correggio, condottiero e politico italiano
- 28 ottobre - Guillaume-Hugues d'Estaing, cardinale e vescovo francese
- 1º dicembre - Lorenzo Ghiberti, scultore, orafo e architetto italiano (n. 1378)
- 2 dicembre - Isabella d'Aviz, regina portoghese (n. 1432)
- Johannes Brassart, compositore fiammingo (n. 1400)
- Chökyi Drönma, principessa tibetana (n. 1422)
- Elisabetta di Celje, nobildonna ungherese (n. 1441)
- Palamede Gattilusio, nobile italiano
- Hund Şehzade, principessa ottomana (n. 1422)
- Paolo di Sangro, nobile e condottiero italiano
- Esen Tayisi, mongolo
- Trussardo da Calepio, militare italiano
- Moretto da San Nazzaro, condottiero italiano

## Calendario
| Calendario 1455 | Calendario 1455 | Calendario 1455 | Calendario 1455 | Calendario 1455 | Calendario 1455 | Calendario 1455 | Calendario 1455 | Calendario 1455 | Calendario 1455 | Calendario 1455 | Calendario 1455 | Calendario 1455 | Calendario 1455 | Calendario 1455 | Calendario 1455 | Calendario 1455 | Calendario 1455 | Calendario 1455 | Calendario 1455 | Calendario 1455 | Calendario 1455 | Calendario 1455 | Calendario 1455 | Calendario 1455 | Calendario 1455 | Calendario 1455 | Calendario 1455 | Calendario 1455 | Calendario 1455 | Calendario 1455 | Calendario 1455 | Calendario 1455 |
| --------------- | --------------- | --------------- | --------------- | --------------- | --------------- | --------------- | --------------- | --------------- | --------------- | --------------- | --------------- | --------------- | --------------- | --------------- | --------------- | --------------- | --------------- | --------------- | --------------- | --------------- | --------------- | --------------- | --------------- | --------------- | --------------- | --------------- | --------------- | --------------- | --------------- | --------------- | --------------- | --------------- |
|                 | 1               | 2               | 3               | 4               | 5               | 6               | 7               | 8               | 9               | 10              | 11              | 12              | 13              | 14              | 15              | 16              | 17              | 18              | 19              | 20              | 21              | 22              | 23              | 24              | 25              | 26              | 27              | 28              | 29              | 30              | 31              |                 |
| Gennaio         | Me              | Gi              | Ve              | Sa              | Do              | Lu              | Ma              | Me              | Gi              | Ve              | Sa              | Do              | Lu              | Ma              | Me              | Gi              | Ve              | Sa              | Do              | Lu              | Ma              | Me              | Gi              | Ve              | Sa              | Do              | Lu              | Ma              | Me              | Gi              | Ve              |                 |
| Febbraio        | Sa              | Do              | Lu              | Ma              | Me              | Gi              | Ve              | Sa              | Do              | Lu              | Ma              | Me              | Gi              | Ve              | Sa              | Do              | Lu              | Ma              | Me              | Gi              | Ve              | Sa              | Do              | Lu              | Ma              | Me              | Gi              | Ve              |                 |                 |                 |                 |
| Marzo           | Sa              | Do              | Lu              | Ma              | Me              | Gi              | Ve              | Sa              | Do              | Lu              | Ma              | Me              | Gi              | Ve              | Sa              | Do              | Lu              | Ma              | Me              | Gi              | Ve              | Sa              | Do              | Lu              | Ma              | Me              | Gi              | Ve              | Sa              | Do              | Lu              |                 |
| Aprile          | Ma              | Me              | Gi              | Ve              | Sa              | Do              | Lu              | Ma              | Me              | Gi              | Ve              | Sa              | Do              | Lu              | Ma              | Me              | Gi              | Ve              | Sa              | Do              | Lu              | Ma              | Me              | Gi              | Ve              | Sa              | Do              | Lu              | Ma              | Me              |                 |                 |
| Maggio          | Gi              | Ve              | Sa              | Do              | Lu              | Ma              | Me              | Gi              | Ve              | Sa              | Do              | Lu              | Ma              | Me              | Gi              | Ve              | Sa              | Do              | Lu              | Ma              | Me              | Gi              | Ve              | Sa              | Do              | Lu              | Ma              | Me              | Gi              | Ve              | Sa              |                 |
| Giugno          | Do              | Lu              | Ma              | Me              | Gi              | Ve              | Sa              | Do              | Lu              | Ma              | Me              | Gi              | Ve              | Sa              | Do              | Lu              | Ma              | Me              | Gi              | Ve              | Sa              | Do              | Lu              | Ma              | Me              | Gi              | Ve              | Sa              | Do              | Lu              |                 |                 |
| Luglio          | Ma              | Me              | Gi              | Ve              | Sa              | Do              | Lu              | Ma              | Me              | Gi              | Ve              | Sa              | Do              | Lu              | Ma              | Me              | Gi              | Ve              | Sa              | Do              | Lu              | Ma              | Me              | Gi              | Ve              | Sa              | Do              | Lu              | Ma              | Me              | Gi              |                 |
| Agosto          | Ve              | Sa              | Do              | Lu              | Ma              | Me              | Gi              | Ve              | Sa              | Do              | Lu              | Ma              | Me              | Gi              | Ve              | Sa              | Do              | Lu              | Ma              | Me              | Gi              | Ve              | Sa              | Do              | Lu              | Ma              | Me              | Gi              | Ve              | Sa              | Do              |                 |
| Settembre       | Lu              | Ma              | Me              | Gi              | Ve              | Sa              | Do              | Lu              | Ma              | Me              | Gi              | Ve              | Sa              | Do              | Lu              | Ma              | Me              | Gi              | Ve              | Sa              | Do              | Lu              | Ma              | Me              | Gi              | Ve              | Sa              | Do              | Lu              | Ma              |                 |                 |
| Ottobre         | Me              | Gi              | Ve              | Sa              | Do              | Lu              | Ma              | Me              | Gi              | Ve              | Sa              | Do              | Lu              | Ma              | Me              | Gi              | Ve              | Sa              | Do              | Lu              | Ma              | Me              | Gi              | Ve              | Sa              | Do              | Lu              | Ma              | Me              | Gi              | Ve              |                 |
| Novembre        | Sa              | Do              | Lu              | Ma              | Me              | Gi              | Ve              | Sa              | Do              | Lu              | Ma              | Me              | Gi              | Ve              | Sa              | Do              | Lu              | Ma              | Me              | Gi              | Ve              | Sa              | Do              | Lu              | Ma              | Me              | Gi              | Ve              | Sa              | Do              |                 |                 |
| Dicembre        | Lu              | Ma              | Me              | Gi              | Ve              | Sa              | Do              | Lu              | Ma              | Me              | Gi              | Ve              | Sa              | Do              | Lu              | Ma              | Me              | Gi              | Ve              | Sa              | Do              | Lu              | Ma              | Me              | Gi              | Ve              | Sa              | Do              | Lu              | Ma              | Me              |                 |